# Ояма (Тотіґі)

36°18′53″ пн. ш. 139°48′1″ сх. д. / 36.31472° пн. ш. 139.80028° сх. д.
Оя́ма (яп. 小山市, おやまし, МФА: [ojama ɕi̥]) — місто в Японії, в префектурі Тотіґі.

## Короткі відомості
Розташоване в південній частині префектури. Виникло на основі середньовічного призамкового містечка самурайського роду Ояма. В 17 — 19 століттях розвинулося як постояле містечко на Ніккоському шляху. Основою економіки є виробництво електротоварів. Залізничний вузол префектури. Станом на 1 жовтня 2008 площа міста становила 171,61 км². Станом на 1 січня 2009 населення міста становило 163 401 осіб.